# Bactrocera circamusae
Bactrocera circamusae är en tvåvingeart som beskrevs av Drew 1989. Bactrocera circamusae ingår i släktet Bactrocera och familjen borrflugor. Inga underarter finns listade.